# Щуцкий, Юлиан Константинович
Юлиа́н Константи́нович Щу́цкий (11 [23]  августа 1897, Екатеринбург — 18 февраля 1938, Ленинград) — русский филолог-востоковед, философ, переводчик. Профессор (1935). Кандидат языкознания (1935, без защиты), доктор филологических наук (1937).

## Биография
По отцу происходил из рода Ягеллонов-Чарторыйских. Отец был ученым-лесоводом. Мать — преподавательницей музыки.
В юности увлекался музыкой.
По окончании приюта принца Ольденбургского поступил в Петроградский политехнический институт на экономическое отделение.
В 1915—1923 годах написал ряд музыкальных произведений. «Сильное музыкальное дарование» Ю. К. Щуцкого отмечал его учитель академик В. М. Алексеев. Согласно Н. Ю. Грякаловой, опубликовавшей ранее неизвестную дарственную надпись А. А. Блока, свидетельствующую о знакомстве поэта с Ю. К. Щуцким, в Архиве востоковедов Санкт-Петербургского филиала Института востоковедения РАН сохранились рукописи нескольких романсов, музыку к которым написал Ю. К. Щуцкий.
В 1914 году Ю. К. Щуцкий побывал в Германии, Франции и Швейцарии.
С 1920 года работал в Азиатском музее Академии наук СССР (с 1930 — Институт востоковедения Академии наук СССР).
В 1921 году окончил этнолого-лингвистический отдел факультета общественных наук Петроградского университета по кафедре китаеведения.

Учился, а позже преподавал в Ленинградском восточном институте, В. М. Алексеев позже выделял его в числе трёх лучших студентов института:

…Но были и блестящие примеры: Щуцкий, Васильев, Алабышев
— В. М. Алексеев. Наука о Востоке, статьи и документы
В начале 1920-х годов был участником одного из петроградских антропософских кружков.
В мае 1923 года прочел в разряде Индии и Дальнего Востока РАИМК доклад «Исповедание дао у Гэ Хуна».
В 1924—1925 учебном году начал читать в ЛГУ курс «Введение в даологию».
В 1920 году Ю. К. Щуцкий начал работать в Азиатском музее Академии наук, где прошёл служебный путь от научного сотрудника 3-го разряда до ученого хранителя музея, а затем, после реорганизации музея в 1930 году в Институт востоковедения АН СССР стал ученым специалистом и в 1933 году — учёным секретарём китайского кабинета института.
В 1928 году по рекомендации В. М. Алексеева Ю. К. Щуцкий был командирован Академией наук в Японию для приобретения японских и китайских книг и ознакомления с научно-исследовательской деятельностью японских синологов. В Японии он пробыл четыре с половиной месяца, живя в Осаке при буддийском храме.
Совместно с Б. А. Васильевым (1899—1937), другим выдающимся учеником В. М. Алексеева, написал в 1934 году учебник китайского языка (байхуа).
Ю. К. Щуцкий входил в состав временной комиссии по латинизации китайской письменности при Всесоюзном центральном комитете нового алфавита и постоянно участвовал в работе группы по изучению синтаксиса в Ленинградском научно-исследовательском институте языкознания. Наиболее значительным результатом его лингвистических изысканий стала статья «Следы стадиальности в китайской иероглифике» (1932).
В 1936—1937 годах был сотрудником Государственного Эрмитажа, где в отделе нумизматики до 1933 года работал Н. В. Алабышев.
В августе 1937 года арестован по обвинению в «шпионаже» и приговорён к смертной казни. Расстрелян в феврале 1938 года. Его соавтор Б. А. Васильев был арестован 6 сентября 1937 года, обвинён 19 ноября и расстрелян 24 ноября в Ленинграде «в один день с рядом других востоковедов». В ряде изданий советского времени указана неверная дата смерти — 1941 или 1946 год. Числился в штате Института востоковедения до 1943 года.
Многие годы Щуцкий посвятил изучению, переводу и комментированию одного из самых трудных для понимания памятников китайской литературы и философии — «Книги перемен». Эта работа стала трудом всей его жизни и принесла ему посмертную мировую известность. Много раз его труд «И-Цзин. Китайская классическая „Книга перемен“ переиздавался в нашей стране и в других странах, так как признан лучшим из переводов, имеющихся на европейских языках.
Большая часть из того что было написано им, оставалось в рукописях: ноты, лингвистические, литературные и философские труды. Они были изъяты во время ареста 1937 года и безвозвратно исчезли в недрах НКВД.
Выдающийся российский ученый Юлиан Константинович Щуцкий был расстрелян 18 февраля 1938 года.
Место его захоронения предположительно на Левашовской пустоши.
Реабилитирован за отсутствием состава преступления в 1956 году.

## Научная деятельность
Владел китайским, японским, корейским, вьетнамским, маньчжурским, бирманским, тайским, бенгальским, хиндустани, санскритом, арабским, древнееврейским, немецким, французским, английским, польским, голландским и латынью. Впервые в России ввёл преподавание гуанчжоуского (кантонского) диалекта китайского языка и вьетнамского языка. Совместно с Б. А. Васильевым (1899—1938) написал учебник китайского языка. После гибели Щуцкого вьетнамистика в СССР на долгое время перестала существовать.
Известен главным образом благодаря классическому переводу и интерпретации «Книги перемен» — одного из канонов китайского пятикнижия. Исследование «Книги перемен» Щуцкий защитил за два месяца до ареста в качестве докторской диссертации. Выполненные им перевод и исследование «Книги» (издано в 1960) признаны одним из самых фундаментальных синологических трудов XX века. В 1979 книга переведена на английский язык и опубликована в США и Англии.
В 1922 году выполнил перевод трактата Гэ Хуна Баопу-цзы, ныне утраченный. По этому поводу его учитель В. М. Алексеев посвятил Щуцкому следующее шуточное стихотворение из одних односложных слов, имитирующее китайскую поэзию:
Он брит, щёк шёлк — мат.

Глаз мал — взгляд так остр…

Фра Щуц средь нас монстр:

Гэ Хун был им смят.
В 1923 году совместно с Алексеевым опубликовал Антологию китайской лирики VIII—IX веков.

## Щуцкий и Е. И. Дмитриева
В 1922 году в Петрограде 25-летний Щуцкий познакомился с 35-летней Е. И. Дмитриевой (по мужу Васильевой), известной как героиня знаменитой мистификации — «Черубина де Габриак». К Щуцкому обращён ряд стихотворений Дмитриевой. Начиная с 1911 года Е. И. Дмитриева посвятила себя антропософии. Будучи одной из руководительниц Петербургского антропософского общества она часто ездила по делам общества в Германию, Швейцарию и Финляндию. Видимо, это стало причиной гонений, которым она подверглась в 20-е годы.
По пути в японскую командировку осенью 1927 года Щуцкий заезжал к ссыльной Дмитриевой в Ташкент, и по его совету она создала цикл стихотворений от имени китайского поэта Ли Сян Цзы («мудрец из домика под грушевым деревом»; первый её псевдоним был «Е. Ли»), сосланного на чужбину. На обратном пути, незадолго до смерти Дмитриевой, в сентябре 1928 года, Щуцкий также навестил её.
В 1935 году он вспоминал о Елизавете: «Не меньшее влияние на развитие моих поэтических вкусов оказала покойная Е. И. Васильева (Черубина де Габриак), которая, более того, собственно сделала меня человеком. Несмотря на то, что прошли уже годы с её смерти, она продолжает быть центром моего сознания как морально-творческий идеал человека». Впоследствии именно японская командировка 1927—1928 гг. стала одной из причин расстрела Щуцкого как «шпиона».

## Адреса в Петрограде — Ленинграде
Офицерская улица (ныне ул. Декабристов), дом 9, кв. 2. 21 марта 2015 г. на этом доме установлен памятный знак «Последний адрес», ставший одним из первых в Петербурге.

## Сочинения
- Щуцкий Ю. К. Даос в буддизме. — Восточные записки, т. 1, Л., 1927
- Щуцкий Ю. К. Основные проблемы в истории текста «Ле-цзы». — Записки коллегии востоковедов, т. 3, вып. 2, 1928
- Щуцкий Ю. К. Следы стадиальности в китайской иероглифике. — Яфетический сборник, т. 3, Л., 1932
- Щуцкий Ю. К. Докторская диссертация. Китайская классическая «Книга перемен». Опыт филологического исследования и перевода. Л., 1937
- Щуцкий Ю. К. Китайская классическая «Книга перемен». М., 1960, 1992, 1993, 1997
- Щуцкий Ю. К. Дао и дэ в книгах Лао-цзы и Чжуан-цзы. — От магической силы к моральному императиву: категория дэ в китайской культуре. М., 1998
- Shchutskii, Iulian. Researches on the I Ching. Princeton: Princeton University Press, 1979. Translated from the Russian by William MacDonald and Tsuyoshi Hasegawa